# La Mata (Sant Julià de Vilatorta)
La Mata és una masia del municipi de Sant Julià de Vilatorta (Osona) inclosa en l'Inventari del Patrimoni Arquitectònic de Catalunya.

## Descripció
Es tracta d'una masia orientada a llevant. Situada en l'antic camp d'aviació. És de planta rectangular a quatre vessants. La façana guarda una perfecta simetria i el portal d'entrada és d'arc de mig punt. Al primer pis hi ha uns balconets de petit ampit. A la part dreta hi ha un cobert annexionat al mas. Aquesta masia es bastí amb els antics carreus d'una masia enrunada.

## Història
Fou un antic mas que fou adquirit, a la dècada de 1780, pels propietaris actuals. Aquesta família està emparentada amb els propietaris del mas Moratona de Moyà, del qual conservem documentades les genealogies. Durant la Guerra Civil, vers el 1938, el pla on estava situada la masia fou convertit en camp d'aviació republicà, per aquest motiu s'enderrocà la casa. Passada la guerra, l'any 1941, el propietari aprofitant i recollint els carreus i les pedres de l'antic mas va construir la casa actual seguint la tipologia tradicional.